# Rismyrtjärnen (Bräcke socken, Jämtland)
Rismyrtjärnen är en sjö i Bräcke kommun i Jämtland och ingår i Ljungans huvudavrinningsområde.